# Karl Kobelt
Karl Kobelt (1 de agosto de 1891, em São Galo - 6 de janeiro de 1968, em Berna) foi um político da Suíça. Ele foi eleito para o Conselho Federal suíço em 10 de dezembro de 1940 e terminou o mandato a 31 de dezembro de 1954. Era filiado ao Partido Democrático Livre.

## Vida
Durante sua gestão, ele ocupou o Departamento Militar. Em 2 de dezembro de 1944, Kobelt contatou o Brigadeiro-General BR Legge, relacionado com internados, entre outros, no campo de internamento de Wauwilermoos perto de Luzern. Karl Kobelt foi Presidente da Confederação suíça em 1946 e 1952.